# إديث هيد
إديث هيد (بالإنجليزية: Edith Head )‏ (و. 1897 – 1981 م) هي مصممة أزياء تقليدية أمريكية، ولدت في سان بيرناردينو، كاليفورنيا، توفيت في لوس أنجلوس، عن عمر يناهز 84 عاماً، بسبب سرطان.

## التعليم
تعلمت في جامعة كاليفورنيا، بركلي، وجامعة ستانفورد، وOtis College of Art and Design ‏.

## جوائز وترشيحات
حصلت على جوائز منها:
جوائز
- جائزة الأوسكار لأفضل تصميم أزياء، عن عمل: اللدغة

ترشيحات
- جائزة الأوسكار لأفضل تصميم أزياء
- جائزة الأوسكار لأفضل تصميم أزياء، عن عمل: الرجل الذي سيصبح ملك
- جائزة الأوسكار لأفضل تصميم أزياء، عن عمل: المطار
- جائزة الأوسكار لأفضل تصميم أزياء، عن عمل: وجه مضحك

ترشحت لـ:
- جائزة الأوسكار لأفضل تصميم أزياء، عن عمل: The Emperor Waltz [الإنجليزية]‏
- جائزة الأوسكار لأفضل تصميم أزياء، عن عمل: A New Kind of Love [الإنجليزية]‏
- Academy Award for Best Costume Design, Black-and-White ‏، عن عمل: Love with the Proper Stranger [الإنجليزية]‏
- Academy Award for Best Costume Design, Black-and-White ‏، عن عمل: Wives and Lovers (film) [الإنجليزية]‏
- Academy Award for Best Costume Design, Black-and-White ‏، عن عمل: الرجل الذي أطلق النار على ليبرتي فالنس
- جائزة الأوسكار لأفضل تصميم أزياء، عن عمل: Pocketful of Miracles [الإنجليزية]‏
- جائزة الأوسكار لأفضل تصميم أزياء، عن عمل: My Geisha [الإنجليزية]‏
- Academy Award for Best Costume Design, Black-and-White ‏، عن عمل: The Facts of Life (film) [الإنجليزية]‏
- جائزة الأوسكار لأفضل تصميم أزياء، عن عمل: What a Way to Go! [الإنجليزية]‏
- جائزة الأوسكار لأفضل تصميم أزياء، عن عمل: Inside Daisy Clover [الإنجليزية]‏
- جائزة الأوسكار لأفضل تصميم أزياء، عن عمل: المطار
- جائزة الأوسكار لأفضل تصميم أزياء، عن عمل: اللدغة
- Academy Award for Best Costume Design, Black-and-White ‏، عن عمل: A House Is Not a Home (film) [الإنجليزية]‏
- جائزة الأوسكار لأفضل تصميم أزياء، عن عمل: Sweet Charity (film) [الإنجليزية]‏
- Academy Award for Best Costume Design, Black-and-White ‏، عن عمل: The Slender Thread [الإنجليزية]‏
- جائزة الأوسكار لأفضل تصميم أزياء، عن عمل: The Oscar (film) [الإنجليزية]‏
- جائزة الأوسكار لأفضل تصميم أزياء، عن عمل: الرجل الذي سيصبح ملك
- جائزة الأوسكار لأفضل تصميم أزياء، عن عمل: Pepe (1960 film) [الإنجليزية]‏
- جائزة الأوسكار لأفضل تصميم أزياء، عن عمل: The Five Pennies [الإنجليزية]‏
- Academy Award for Best Costume Design, Black-and-White ‏، عن عمل: مكان في الشمس
- جائزة الأوسكار لأفضل تصميم أزياء، عن عمل: أعظم العروض على وجه الأرض
- Academy Award for Best Costume Design, Black-and-White ‏، عن عمل: Carrie (1952 film) [الإنجليزية]‏
- Academy Award for Best Costume Design, Black-and-White ‏، عن عمل: كل شيء عن إيف
- Academy Award for Best Costume Design, Black-and-White ‏، عن عمل: الوريثة
- جائزة الأوسكار لأفضل تصميم أزياء، عن عمل: شمشون ودليلة
- Academy Award for Best Costume Design, Black-and-White ‏، عن عمل: Career (1959 film) [الإنجليزية]‏
- Academy Award for Best Costume Design, Black-and-White ‏، عن عمل: عطلة رومانية
- جائزة الأوسكار لأفضل تصميم أزياء، عن عمل: أن تمسك لصًا
- جائزة الأوسكار لأفضل تصميم أزياء، عن عمل: وجه مضحك
- جائزة الأوسكار لأفضل تصميم أزياء، عن عمل: The Buccaneer (1958 film) [الإنجليزية]‏
- Academy Award for Best Costume Design, Black-and-White ‏، عن عمل: سابرينا
- Academy Award for Best Costume Design, Black-and-White ‏، عن عمل: The Proud and Profane [الإنجليزية]‏
- Academy Award for Best Costume Design, Black-and-White ‏، عن عمل: الوشم الوردي
- جائزة الأوسكار لأفضل تصميم أزياء، عن عمل: الوصايا العشر
- جائزة الأوسكار لأفضل تصميم أزياء، عن عمل: Airport '77 [الإنجليزية]‏.

## وصلات خارجية
- إديث هيد على موقع IMDb (الإنجليزية)
- إديث هيد على موقع الموسوعة البريطانية (الإنجليزية)
- إديث هيد على موقع ألو سيني (الفرنسية)
- إديث هيد على موقع ميوزك برينز (الإنجليزية)
- إديث هيد على موقع تيرنر كلاسيك موفيز (الإنجليزية)
- إديث هيد على موقع تيرنر كلاسيك موفيز (الإنجليزية)
- إديث هيد على موقع أول موفي (الإنجليزية)
- إديث هيد على موقع قاعدة بيانات برودواي على الإنترنت (الإنجليزية)
- إديث هيد على موقع قاعدة بيانات الأفلام السويدية (السويدية)
- إديث هيد على موقع إن إن دي بي (الإنجليزية)